# Karl Terkal
Karl Terkal   (Viena, 17 d'octubre de 1919 - Viena, 12 d'agost de 1996) va ser un tenor d'òpera austríac.

## Biografia
Va aprendre les arts i oficis de l'ebenisteria i va exercir la seva professió fins al 1939, i després del servei militar fins al 1949. Va prendre classes de cant, i el seu primer paper va ser Don Ottavio al Teatre Municipal de Graz el 1950. Després es va incorporar a l'Òpera Estatal de Viena el 1952, on va romandre durant 40 anys. Allà va cantar, entre altres papers, el de l'hostaler a Der Rosenkavalier 221 vegades.
També va cantar al Festival de Salzburg i al Festival de Bregenz, i com a cantant d'òpera va gaudir d'un gran èxit a la Volksoper de Viena. La seva radiant veu de tenor va aconseguir les seves millors actuacions en el repertori líric, interpretant papers en òperes de Giacomo Puccini, Giuseppe Verdi, Wolfgang Amadeus Mozart i Richard Strauss.
La seva tomba històrica es troba al cementiri Baumgartner de Viena (Grup E, número 59).

## Premis
- 1969: Kammersänger de l'Òpera Estatal de Viena

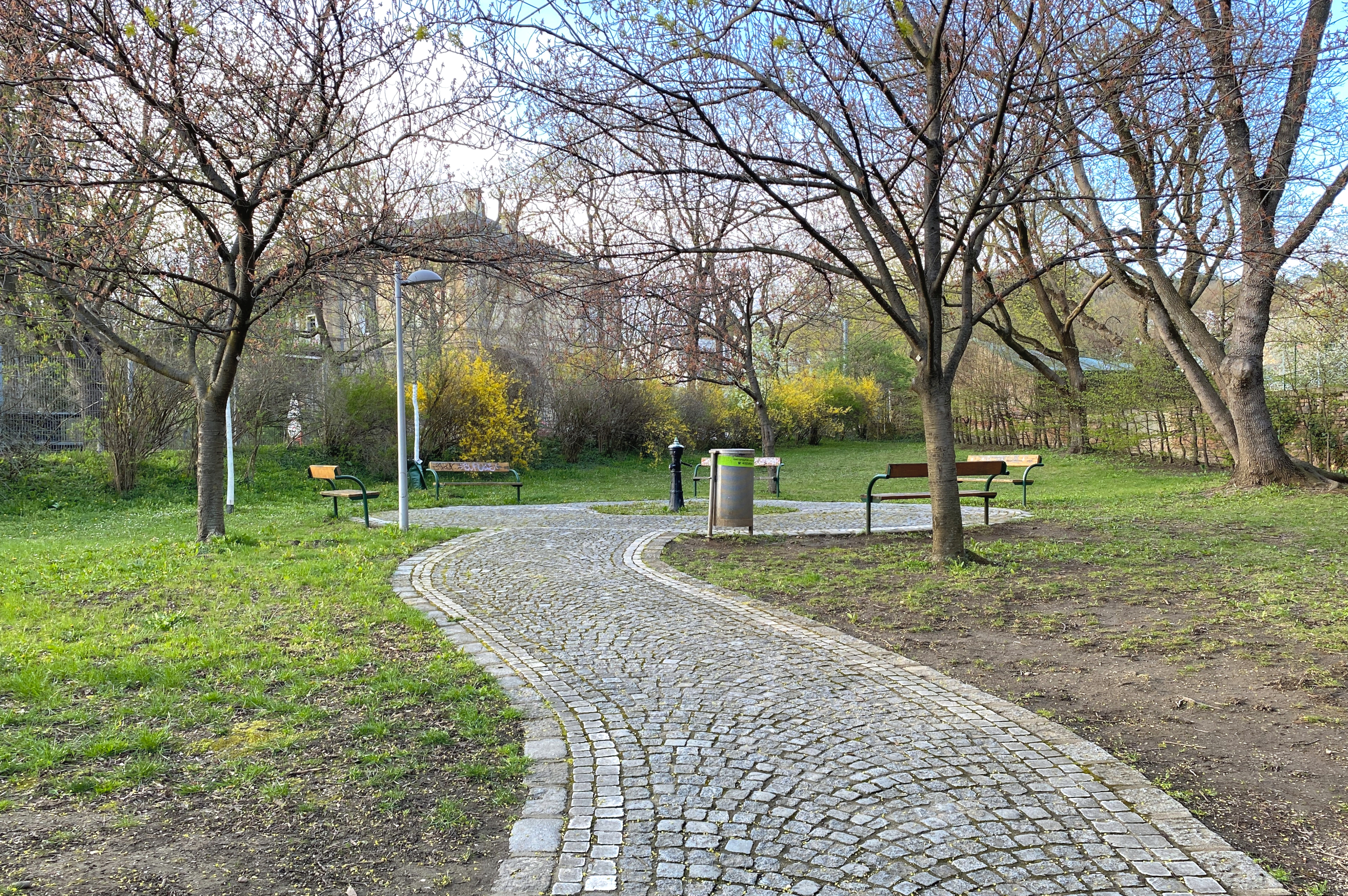
El parc del districte 14 de Viena, Penzing, que va rebre el nom de Terkal el 2001

- 1971: La rosa fragant de taronja Kammersänger Terkal rep el seu nom
- 1984: Membre honorari de l'Òpera Estatal de Viena
- 1990: Medalla d'Or d'Honor de la Capital Federal de Viena
- 2002: Un parc de 950 m² al districte 14 de Viena, Linzer Straße 426 (prop de l'església parroquial de Hütteldorf, al final de la línia de tramvia 49), va ser anomenat Parc Karl Terkal

## Exposicions
- 2009 i 2011: Museu del Districte de Währing, Exposició Memorial Karl Terkal